# Aubagne
Aubagne is een gemeente in Zuid-Frankrijk 17 km ten oosten van Marseille. De gemeente telde 47.724 inwoners op 1 januari 2022.
Het Franse Vreemdelingenlegioen heeft hier zijn hoofdkwartier en sinds 2001 vindt er het Internationaal Filmfestival van Aubagne plaats.

## Geschiedenis
Aubagne is ontstaan op een rotsheuvel tussen twee riviertjes, de Huveaune in het noorden en de Merlançon in het zuiden. Aubagne werd voor het eerst vermeld in 1005 en groeide rond een feodaal kasteel. In 1300 kreeg Aubagne stadsrechten van Bertrand II van Les Baux en in de roerige 14e eeuw werd er een muur om de stad gebouwd. In de 15e eeuw ontstonden wijken buiten de stadsmuren en door het droogleggen van moerassen groeide de stad tot aan de oever van de Huveaune. Naast de landbouw ontstond er ook een aardewerknijverheid met de fabricage van potten en dakpannen. Ondanks de godsdienstoorlogen en epidemieën in de 16e eeuw breidde de stad zich verder uit naar het oosten. De 17e en de 18 eeuw brachten opnieuw rust. Er kwamen nieuwe kloosters in de stad en de aardewerknijverheid groeide.
Door het verbeterde transport ontstond er keramiekindustrie en groeide Aubagne uit tot een handelscentrum. De stad trok arbeidsmigranten aan en groeide sterk. In 1905 werd het feodale kasteel afgebroken om de Place de l'Église de vergroten. In dat jaar kwam er ook een tram naar Marseille. Er kwamen nieuwe fabrieken. In de jaren 1970 kwam er hoogbouw in de stad. Sinds 2014 heeft de stad een eigen tramlijn.

## Geografie
De oppervlakte van Aubagne bedroeg op 1 januari 2022 54,9 vierkante kilometer; de bevolkingsdichtheid was toen 869,3 inwoners per km². De Huveaune stroomt door de gemeente. 
De onderstaande kaart toont de ligging van Aubagne met de belangrijkste infrastructuur en aangrenzende gemeenten.

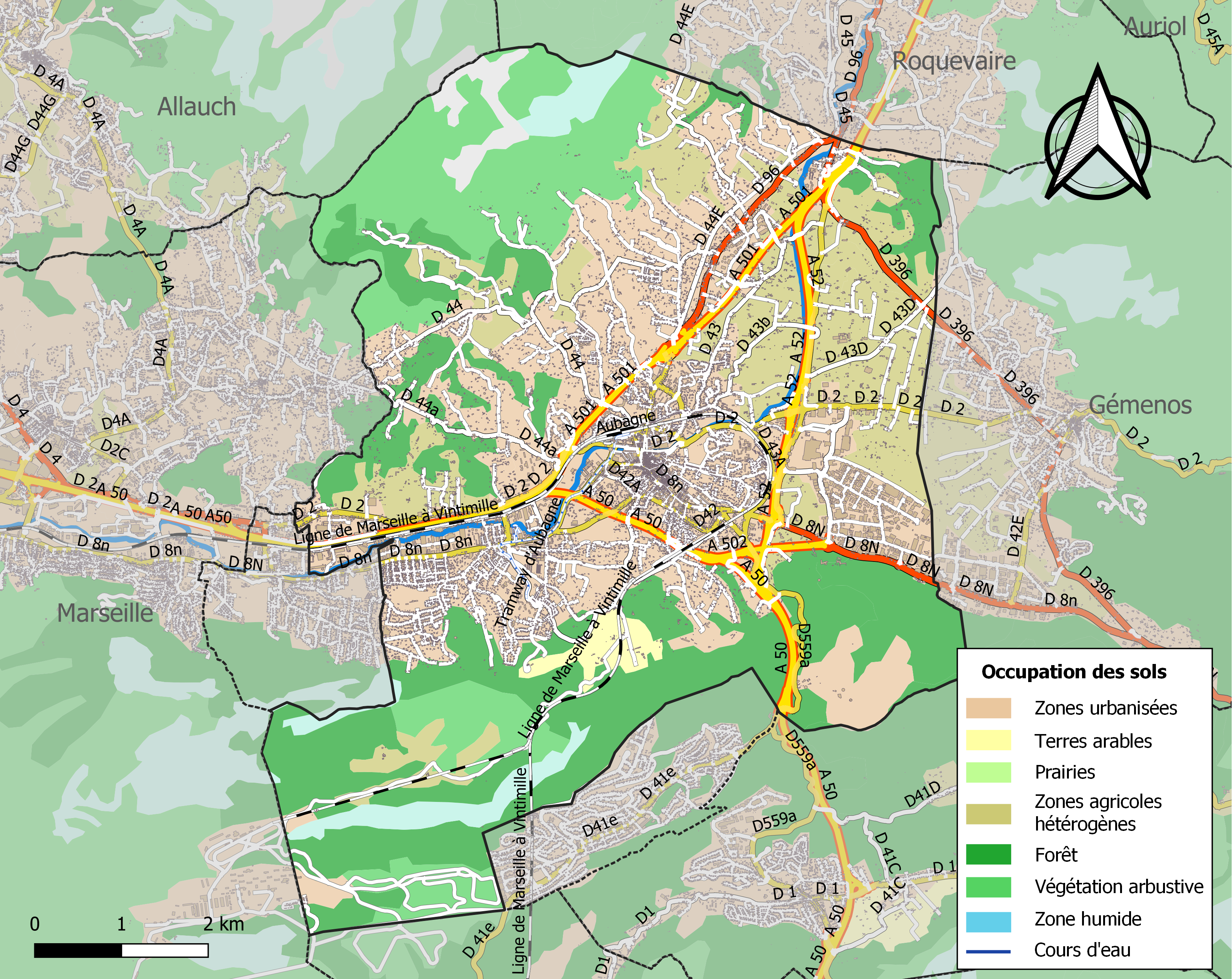

## Demografie
Onderstaande figuur toont het verloop van het inwonertal, bron: INSEE-tellingen.
Vanwege een beveiligingsprobleem met de MediaWiki Graph-software is het momenteel niet mogelijk deze grafiek weer te geven. Zodra de software is bijgewerkt zal de grafiek vanzelf weer zichtbaar worden.

## Cultuur

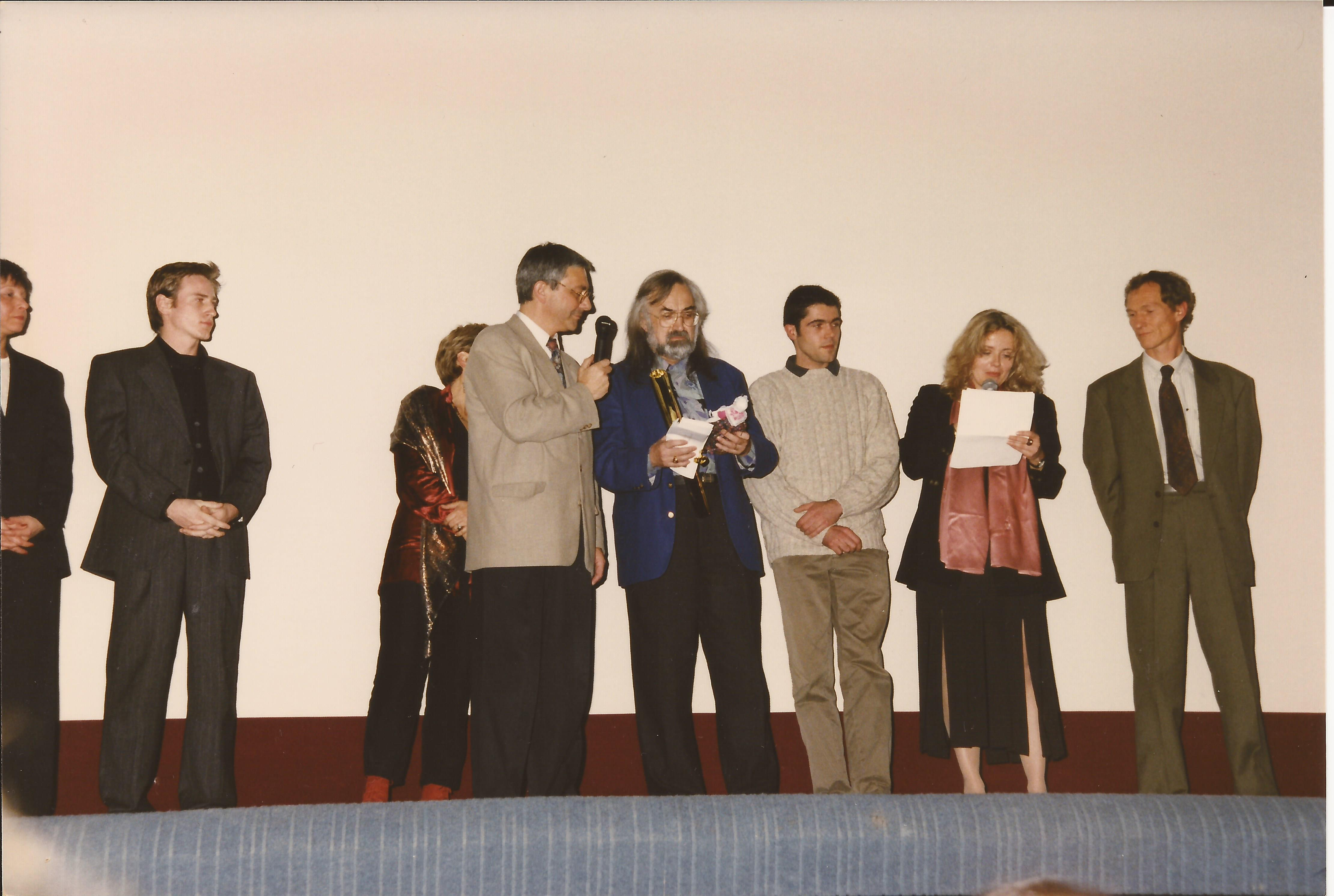
Filmfestival

Het Internationaal Filmfestival van Aubagne is een jaarlijks filmfestival dat sinds 2001 in Aubagne wordt gehouden. 

### Bezienswaardigheden
- Église Saint-Sauveur. Deze kerk staat op het hoogste punt van het oude centrum. De oudste delen van de kerk zijn 11e-eeuws. De kerk werd vergroot in de 14e en opnieuw in de 17e eeuw. De neo-barokke façade is van 1900.
- Stadhuis. Het gemeentebestuur zetelt hier sinds 1828 maar in 1934 kreeg het gebouw een nieuwe façade in art-decostijl.
- Clocher de l'Observance. Het voormalige klooster van de observanten en de kloosterkerk werden in 1881 wegens bouwvalligheid afgebroken. Enkel de toren van de kerk bleef bewaard.
- Porte Gachiou is de enige resterende toren van de 14e-eeuwse stadsomwalling.
- Tour de l'Horloge. Deze klokkentoren werd in 1900 gebouwd op de plaats van een vroegere toren van de stadsomwalling.
- Chapelle des Pénitents noirs, chapelle des Pénitents blancs en chapelle des Pénitents gris.[3]

### Afbeeldingen

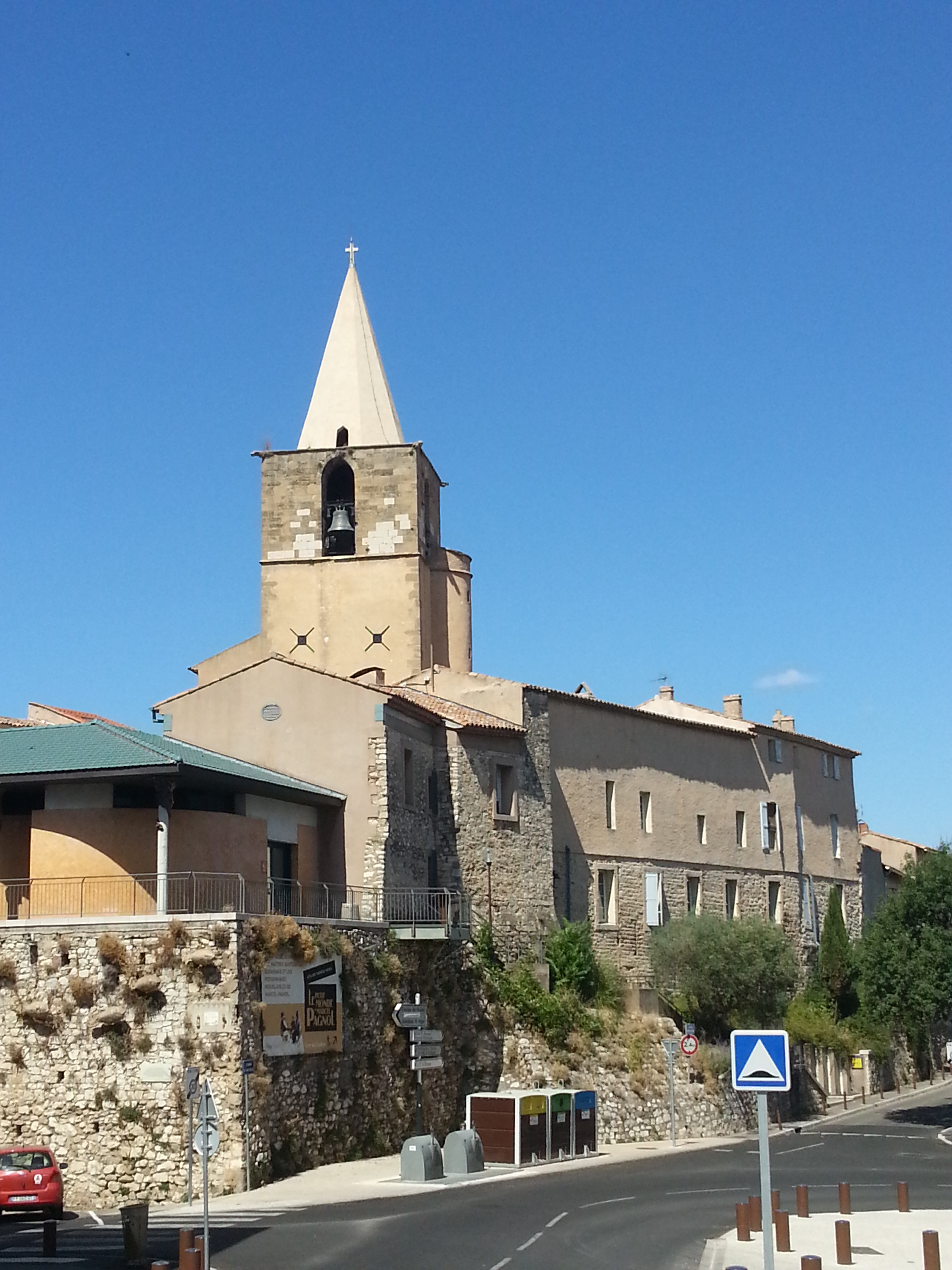
Église Saint-Sauveur
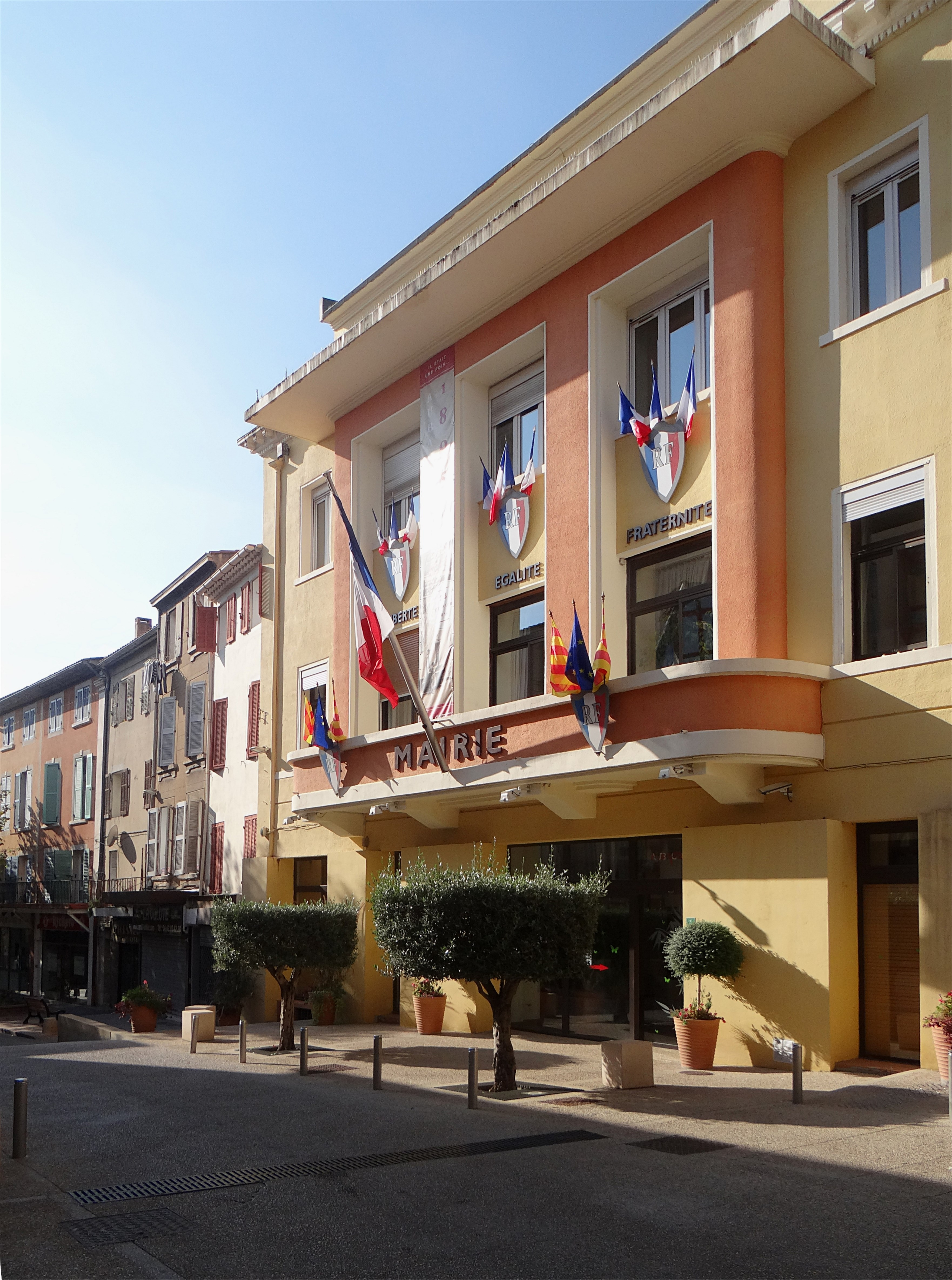
Stadhuis
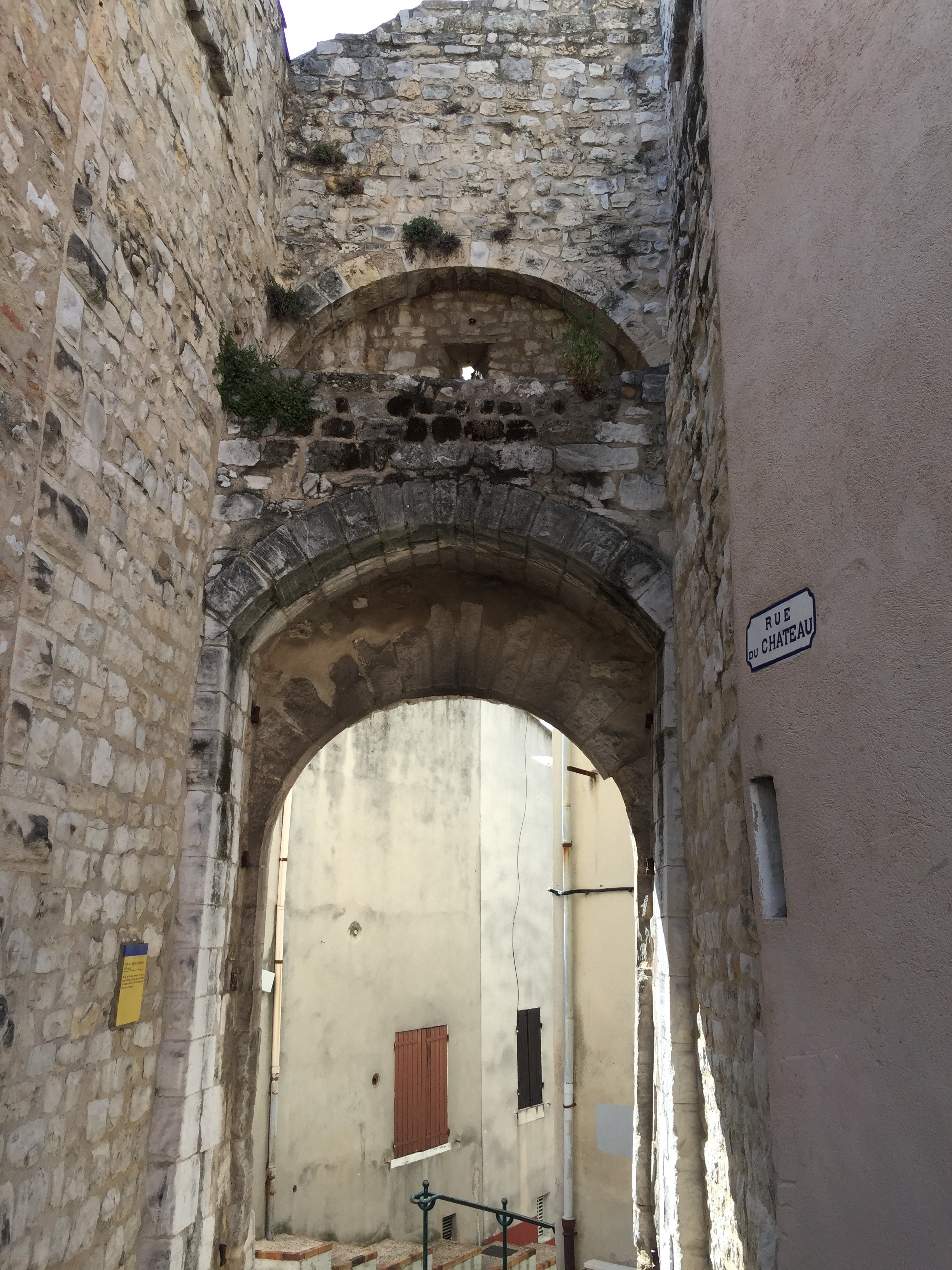
Porte Gachiou
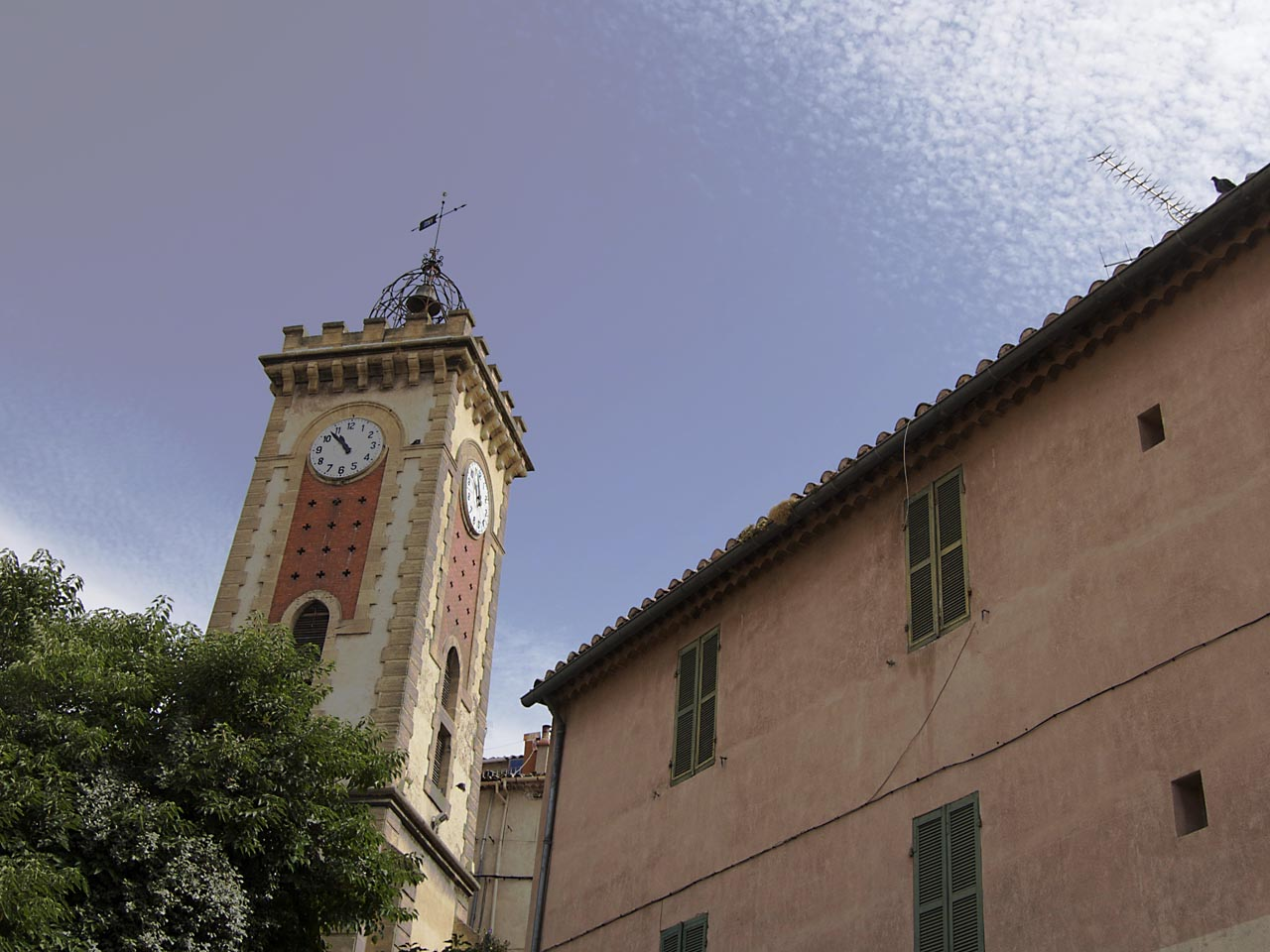
Tour de l'Horloge
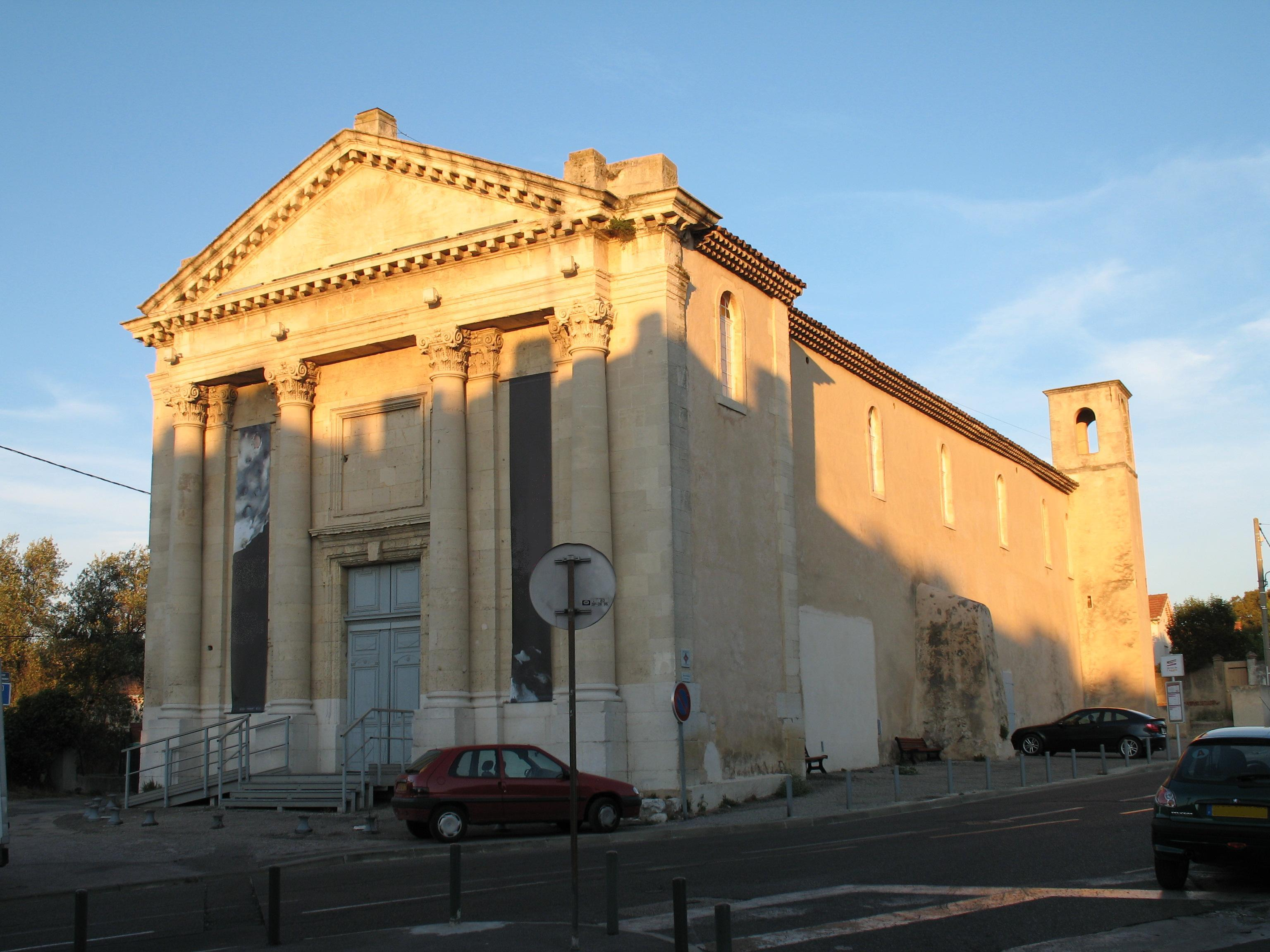
Chapelle des Pénitents noirs
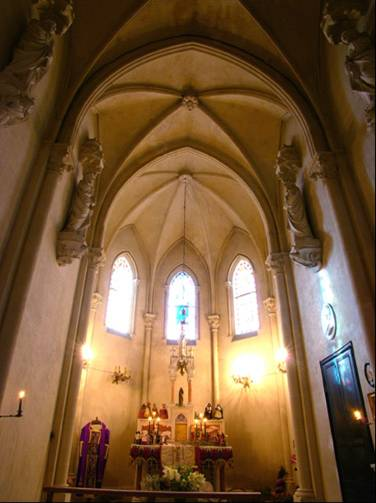
Chapelle de La Royante
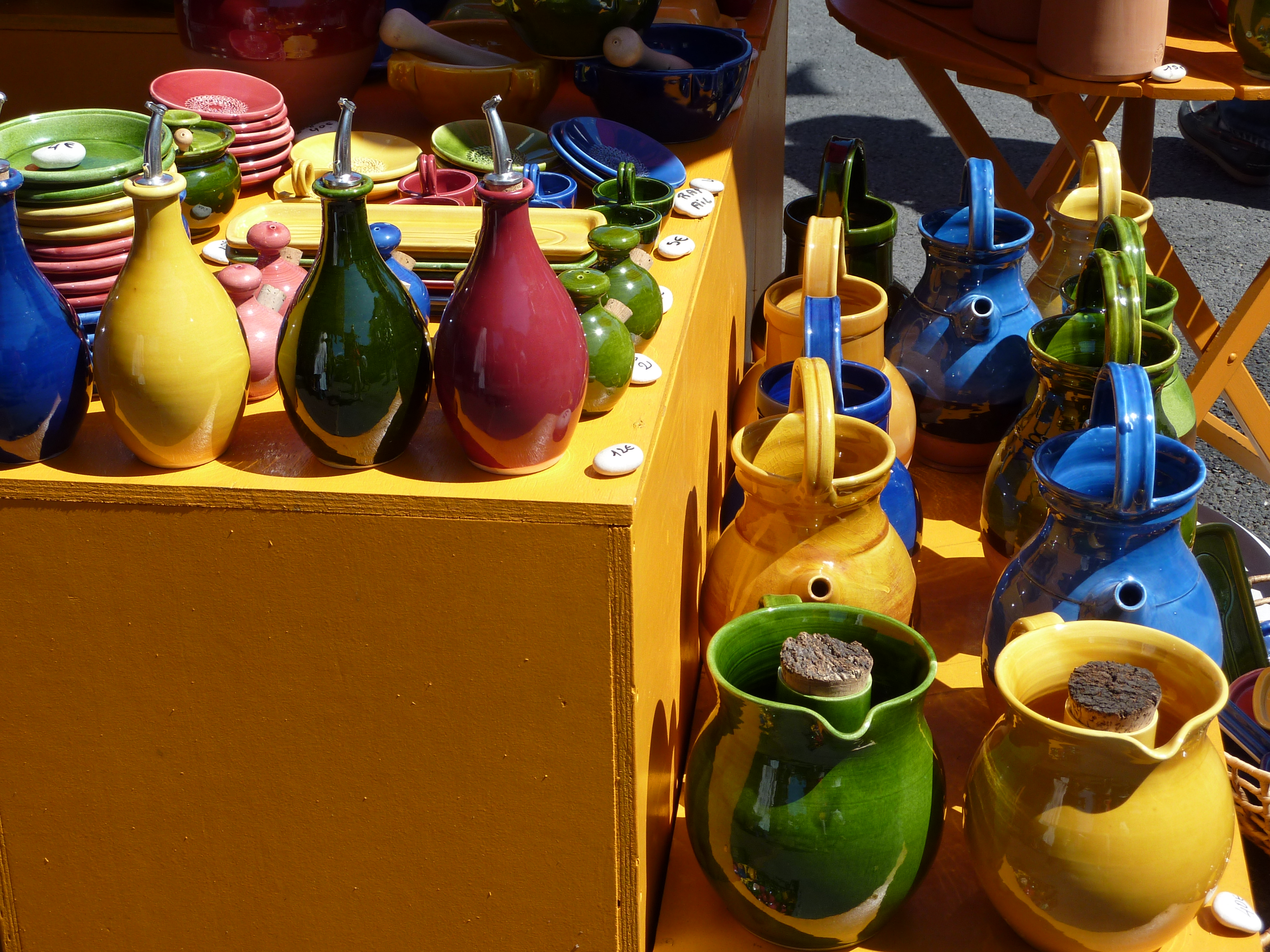
Aardewerk uit Aubagne op een markt

## Verkeer en vervoer

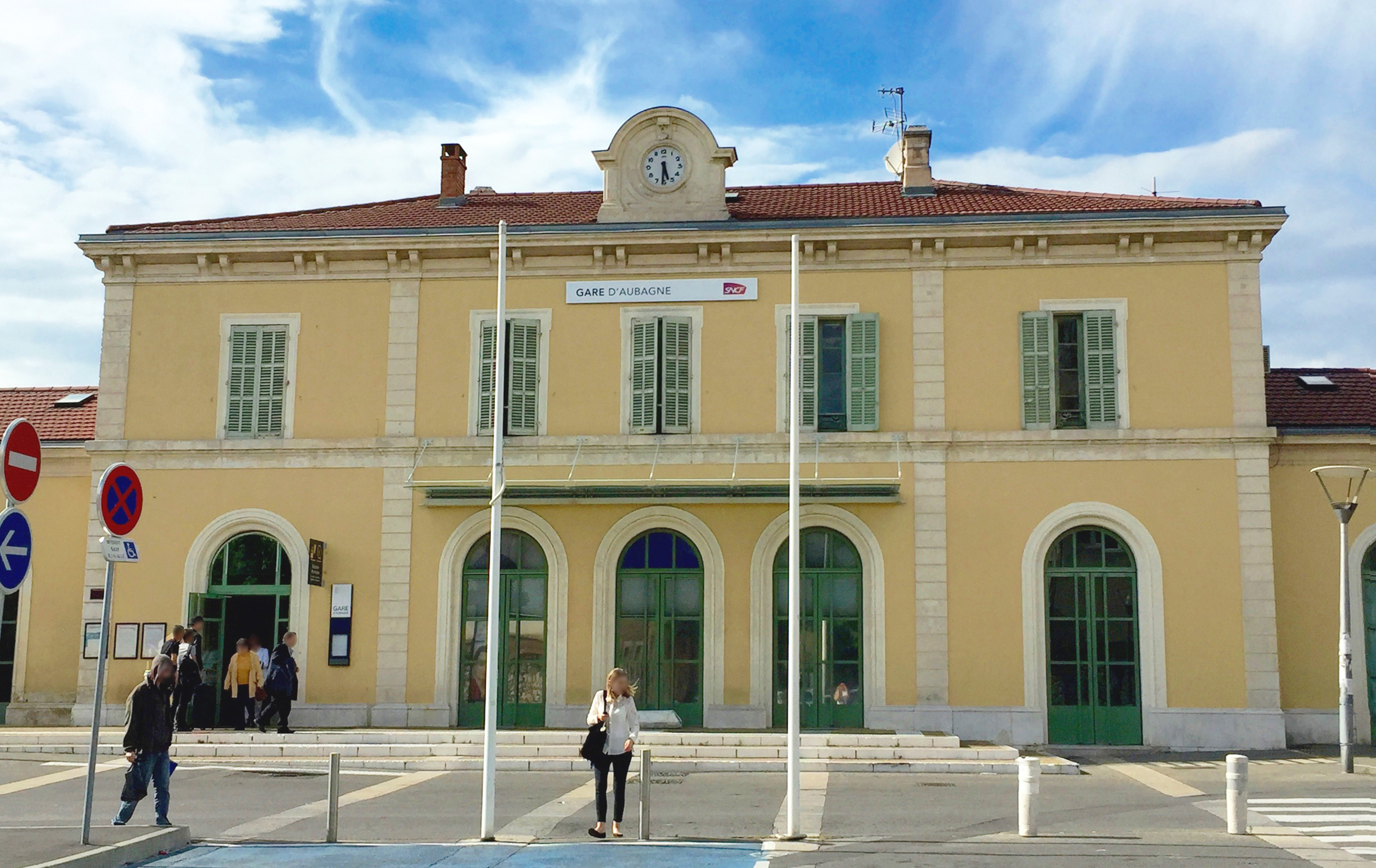
Treinstation

Aubagne ligt aan de autosnelweg A52.
Er ligt een spoorwegstation, station Aubagne, en sinds 2014 rijdt de tram van Aubagne.

## Sport
Aubagne was twee keer etappeplaats in de wielerkoers Ronde van Frankrijk. In respectievelijk 1969 en 1973 wonnen er de Italiaan Felice Gimondi en de Brit Michael Wright.

## Geboren
- Marcel Pagnol (1895-1974), toneelschrijver en filmregisseur
- Paul Ribeyre (1906-1988), conservatief-liberaal politicus
- Alain Bernard (1983), olympisch zwemkampioen
- Maxime Spano (1994), voetballer

## Overleden
- Hilarion Pascal (1815-1896), ingenieur
- Louis Aimar (1911-2005), Italiaans-Frans wielrenner